# Evenwichtige verzameling
In de lineaire algebra, een deelgebied van de wiskunde, is een evenwichtige verzameling of schijf in een vectorruimte over een lichaam (Ned) / veld (Be) {\displaystyle K} met een absolute waarde {\displaystyle |\cdot |} een verzameling {\displaystyle S} met de eigenschap dat voor alle scalairen {\displaystyle \alpha } met {\displaystyle |\alpha |\leq 1} en alle {\displaystyle x\in S} geldt dat {\displaystyle \alpha x\in S}. Men formuleert dit wel als
{\displaystyle \alpha S=\{\alpha x\mid x\in S\}\subseteq S}.

## Voorbeelden
- De eenheidsbol in een genormeerde vectorruimte is een evenwichtige verzameling.
- Elke deelruimte van een reële of complexe vectorruimte is een evenwichtige verzameling.

## Eigenschappen
- De vereniging en doorsnede van evenwichtige verzamelingen is een evenwichtige verzameling.